# Valle Siciliana
La Valle Siciliana fu un antico feudo posto in Abruzzo Ulteriore Primo, posto alle falde del versante orientale della catena del Gran Sasso, confinava inoltre a ovest con il contado aquilano, a nord con Roseto, il fiume Vomano e la signoria dei Poggio Ramonte, e a est con il ducato di Atri. Si ritiene che il nome, risalente almeno al XII secolo, derivi dalla via Cecilia che lo attraversava a nord.

## Storia

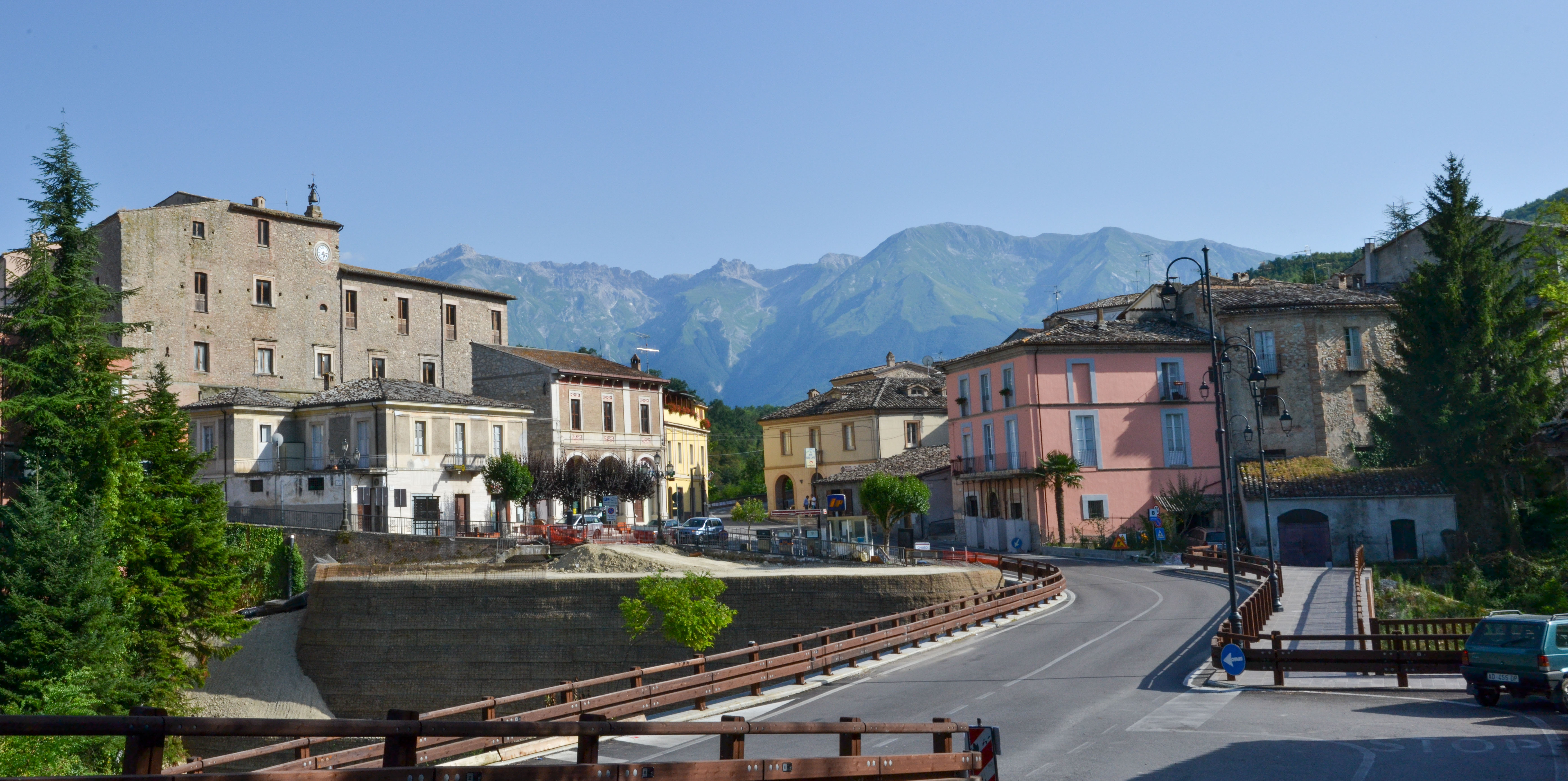
Il palazzo sede del governatore della Valle a Tossicia

Il feudo prese origine dai possedimenti teramani dei conti di Collepietro, poi noti come conti di Palearia o Pagliara, intorno al quale andarono ad aggregarsi altri territori che nel tempo soggiacquero ai conti di Manoppello, agli Orsini e ai Riccardi di Ortona; il feudo fu tolto infine a Camillo Pardo Orsini per ribellione e concesso nel 1526 dall'imperatore Carlo V con titolo di marchesato a Hernando de Alarcón e suoi discendenti che lo tennero fino all'eversione della feudalità.
Centri principali del territorio costituito da 41 località furono Castelli, Fano Adriano, Isola del Gran Sasso d'Italia, Pietracamela e Tossicia, dove venne edificato il palazzo sede del governatore.
Si ritiene per una tradizione erronea che sia stata la patria di papa Agatone e di papa Stefano III.